# カレント93
カレント93（Current 93）は、イングランドの実験音楽グループで、1980年代初頭からフォークをベースにした音楽形式で活動している。このバンドは、カレント93唯一のレギュラー・メンバーであるデヴィッド・チベットによって1982年に結成された。

## 背景
デヴィッド・チベットがグループの唯一の恒常的なメンバーであるが、スティーヴン・ステイプルトン（ナース・ウィズ・ウーンド）はカレント93のほぼすべてのリリースに参加している。マイケル・キャッシュモアも『Thunder Perfect Mind』以来、継続的に貢献してきた。デス・イン・ジューンのダグラス・P.は、十数作のカレント93のリリースに参加しており、また、クラスのスティーヴ・イグノラント（スティーヴン・インテリジェントという名前を使用）、ボイド・ライス、ルーン文字研究家のフレイヤ・アスウィン、ニック・ケイヴ、ビョーク、アンドリューW.K.、アノーニ、ベイビー・ディー、ウィル・オールダム、ベン・チャスニー、ローズ・マクドウォールも長年にわたって才能を発揮してきた。
カレント93は、20枚以上のアルバムと多くのシングルをリリースしている。
カレント93の初期の作品の多くは、1970年代後半から1980年代初頭のインダストリアル・ミュージックに似ており、耳障りなテープ・ループ、ドローンのようなシンセサイザー・ノイズ、チベットの歪んでいて不快なボーカルなどが内包されていた。
チベットの歌詞は、内容に関係なく、かなり一貫しており、初期の録音では、死、キリスト、神秘主義、アレイスター・クロウリー（チベットはクロウリーから「93 Current」という用語を借用した。「93 Current」とはセレマまたはアガペーの流れである）、チベット仏教、グノーシス主義、ルーン文字、卍、ノディ、ウィッカーマン、およびさまざまなオカルト概念といったものへのこだわりを反映している。カレント93の後期から現在にかけての録音は、キリスト教神秘主義と黙示録に対するチベットの関心がますます反映されている。チベットは自身がキリスト教徒であると表明した。
文学的な影響を受けた作品には、ロートレアモンの『マルドロールの歌』、聖書、『詩のエッダ』、ヒルデガルト・フォン・ビンゲン、三島由紀夫、ジョン・ディーの『デ・ヘプタルキア・ミスティカ』、「The Thunder, Perfect Mind（『ナグ・ハマディ写本』より）」、ウィリアム・ブレイク、ルイス・ウェイン、作家トーマス・リゴッティ、イギリスのオカルト作家アーサー・マッケン（タイトル「The Inmost Light」の発案者）、M・R・ジェイムズのさまざまな怪談、『The Cloud of Unknowing（キリスト教神秘主義についての匿名の著作）』、エリック・ステンボック伯爵、ラッセル・ホーバンの小説『Riddley Walker』などがある。

## 楽譜
ピアノと声の楽譜は、2017年にテレンチェフ音楽出版社からリリースされ、アルバム『Soft Black Stars』が収録された。デジタル・バージョンは、アルバムの完全なトランスクリプションである。印刷版にはピアノ譜と歌詞（ただしボーカルラインは含まれていない）が含まれており、デヴィッド・チベットが書いているように「自分だけの星（『Soft Black Stars』）を作るために」、『Soft Black Stars』の各曲のどのメロディーとハーモニーを即興で演奏すべきかについての完全な概要が提供されている。プレスリリースには「確かに『Soft Black Stars』はレコーディング・セッションやコンサート中にこのようにして生み出された」と書かれている。

## ディスコグラフィ

### スタジオ・アルバム
- Nature Unveiled (1984年)
- Dogs Blood Rising (1984年)
- Live at Bar Maldoror (1985年)
- In Menstrual Night (1986年)
- Dawn (1987年)
- Imperium (1987年)
- Christ and the Pale Queens Mighty in Sorrow (1988年)
- Swastikas for Noddy (1988年)
- Earth Covers Earth (1988年)
- Crooked Crosses for the Nodding God (1989年)
- Looney Runes (1990年)
- Thunder Perfect Mind (1992年)
- Of Ruine or Some Blazing Starre (1994年)
- All the Pretty Little Horses: The Inmost Light (1996年)
- Soft Black Stars (1998年)
- Sleep Has His House (2000年)
- Faust (2000年)
- The Great in the Small (2001年)
- How He Loved the Moon (Moonsongs for Jhonn Balance) (2005年)
- Hypnagogue/Hypnagogue II (2005年)
- Black Ships Ate the Sky (2006年)
- Aleph at Hallucinatory Mountain (2009年)
- Baalstorm, Sing Omega (2010年)
- HoneySuckle Æons (2011年)
- I Am the Last of All the Field That Fell: A Channel (2014年)
- The Light Is Leaving Us All (2018年)
- If a City Is Set Upon a Hill (2022年)